# Bernard Montagnana
Bernard Montagnana est un plasticien et peintre français contemporain, né le 26 mars 1943 à Vanves.

## Biographie
Professeur d'arts plastiques au collège Madame de Sévigné à Gagny (93)

### Formation
- Il est Diplômé de l’école nationale supérieure des arts appliqués et des métiers d'art.
- Il est diplômé de l’École normale supérieure de Cachan.
- Il a professé le dessin d’art et les arts plastiques durant quarante ans. Il a été professeur durant deux ans à L’I.U.F.M de Livry Gargan
- Jury remplaçant pendant sept ans à l’École nationale supérieure des beaux-arts de Paris. Professeurs : Raymond Legueult et Brianchon.
- Jury durant 27ans à l"École nationale supérieure des arts appliqués et des métiers d'art (art mural, rue Olivier De Serres)

### Présentation de l’artiste
« On ne peut survoler la peinture de Montagnana. Il faut y pénétrer, s’y attarder, peut être comprendre sa démarche, tant sa technique gestuelle, ses matières et son dessin spontané nous donnent un visuel de volonté. Celle-ci est appuyée par les noirs desquels émergent des épaisseurs colorées, des dripping. Les gris sont des mélanges de mine graphite pour empreinter avec peintures acryliques et huiles. Tout cela sur des blancs paisibles. Ses toiles sous-tendent une réflexion sociologique voire métaphysique. Un très grand avenir artistique. »

Quelques œuvres...
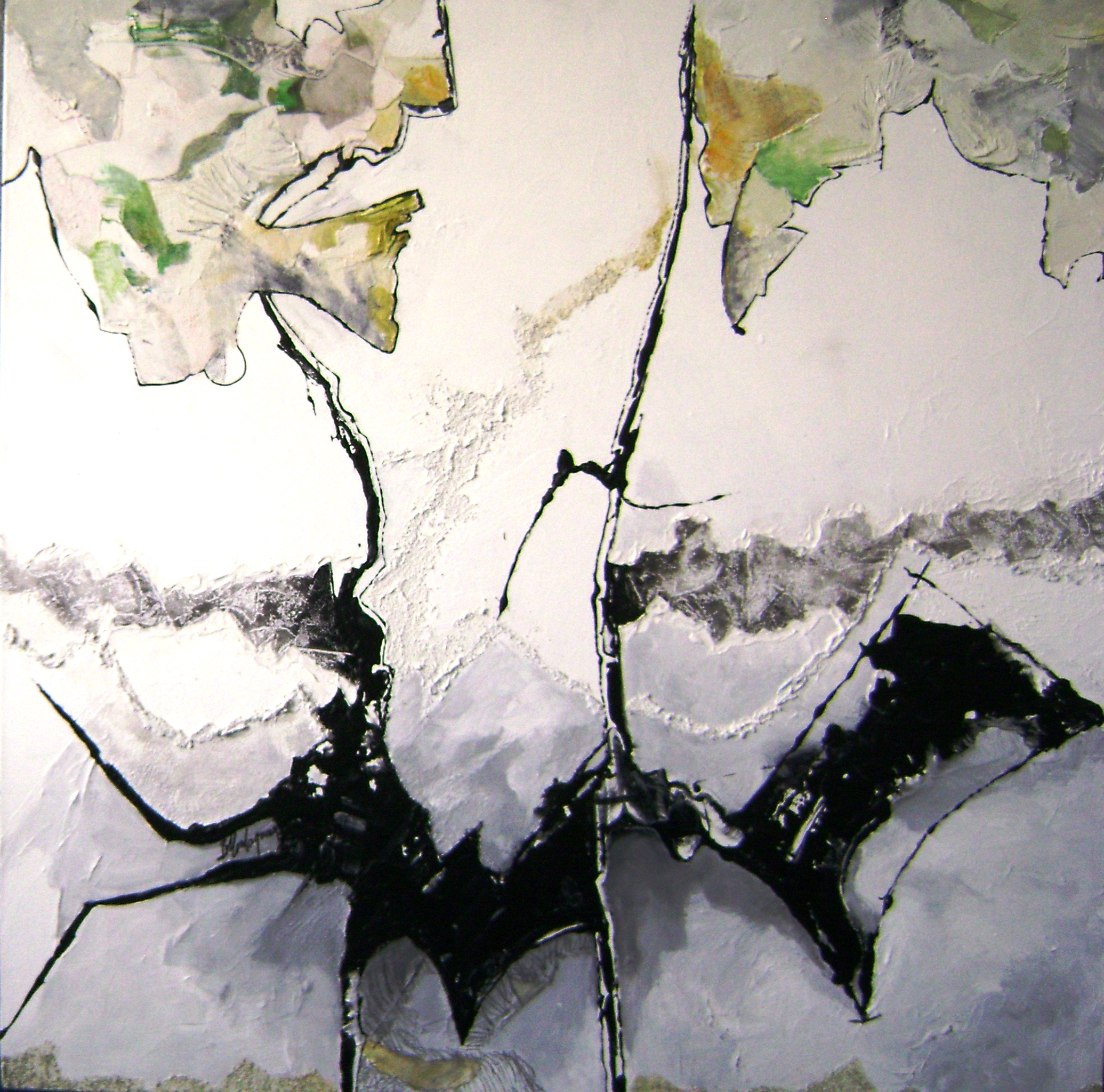
Arbre de vie mortelle
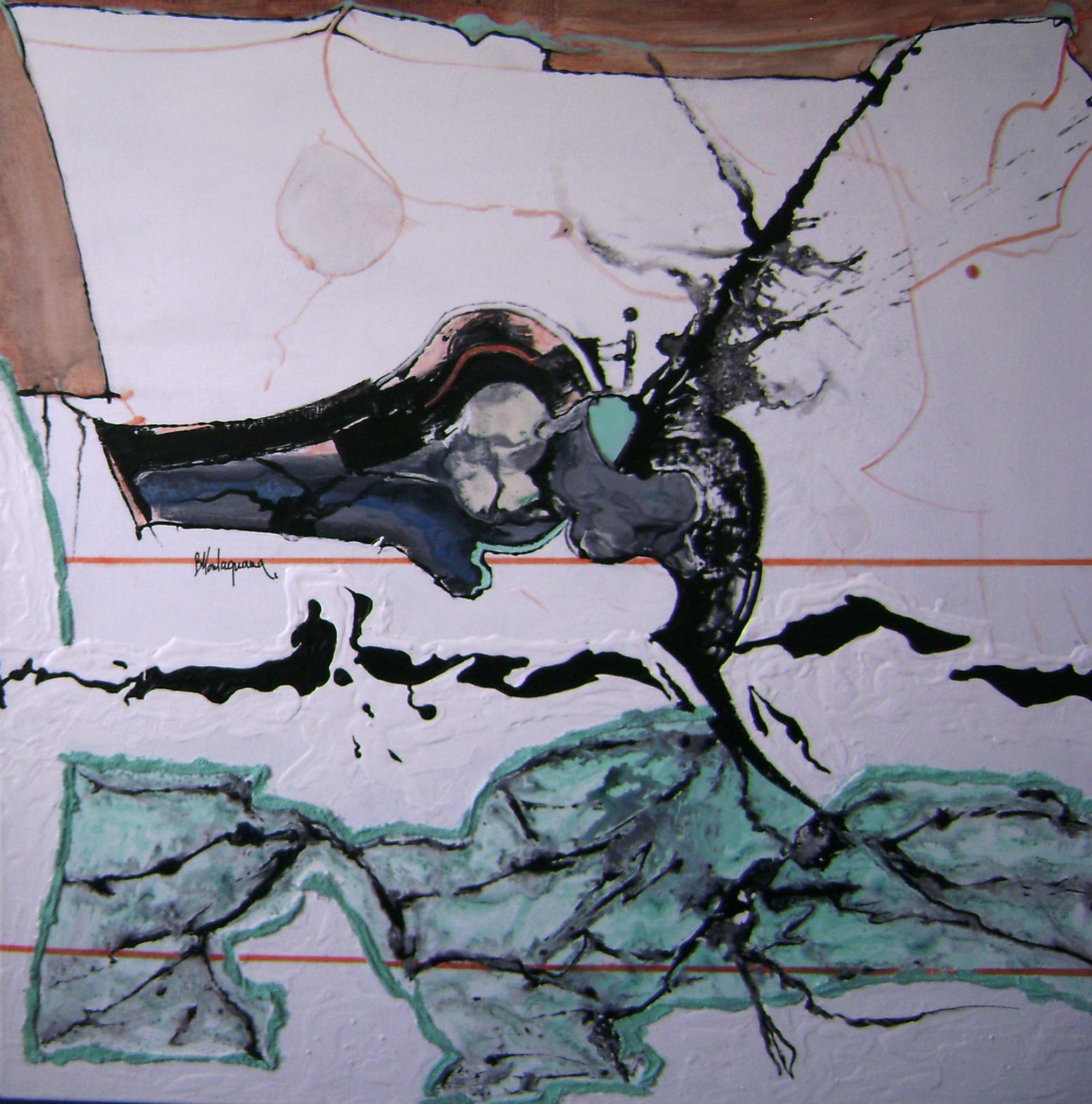
Enracinement par Bernard Montagnana
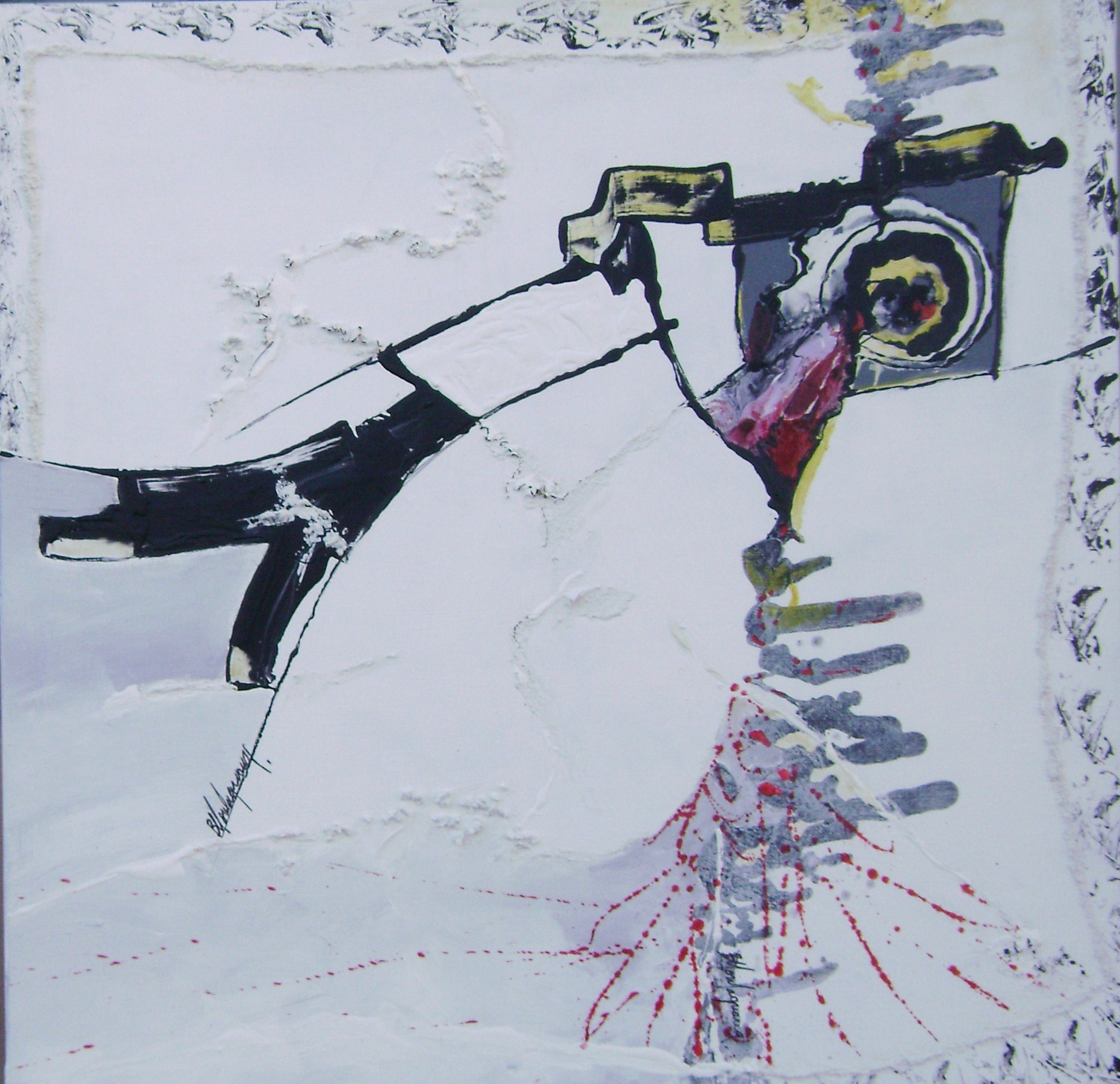
Fukushyma
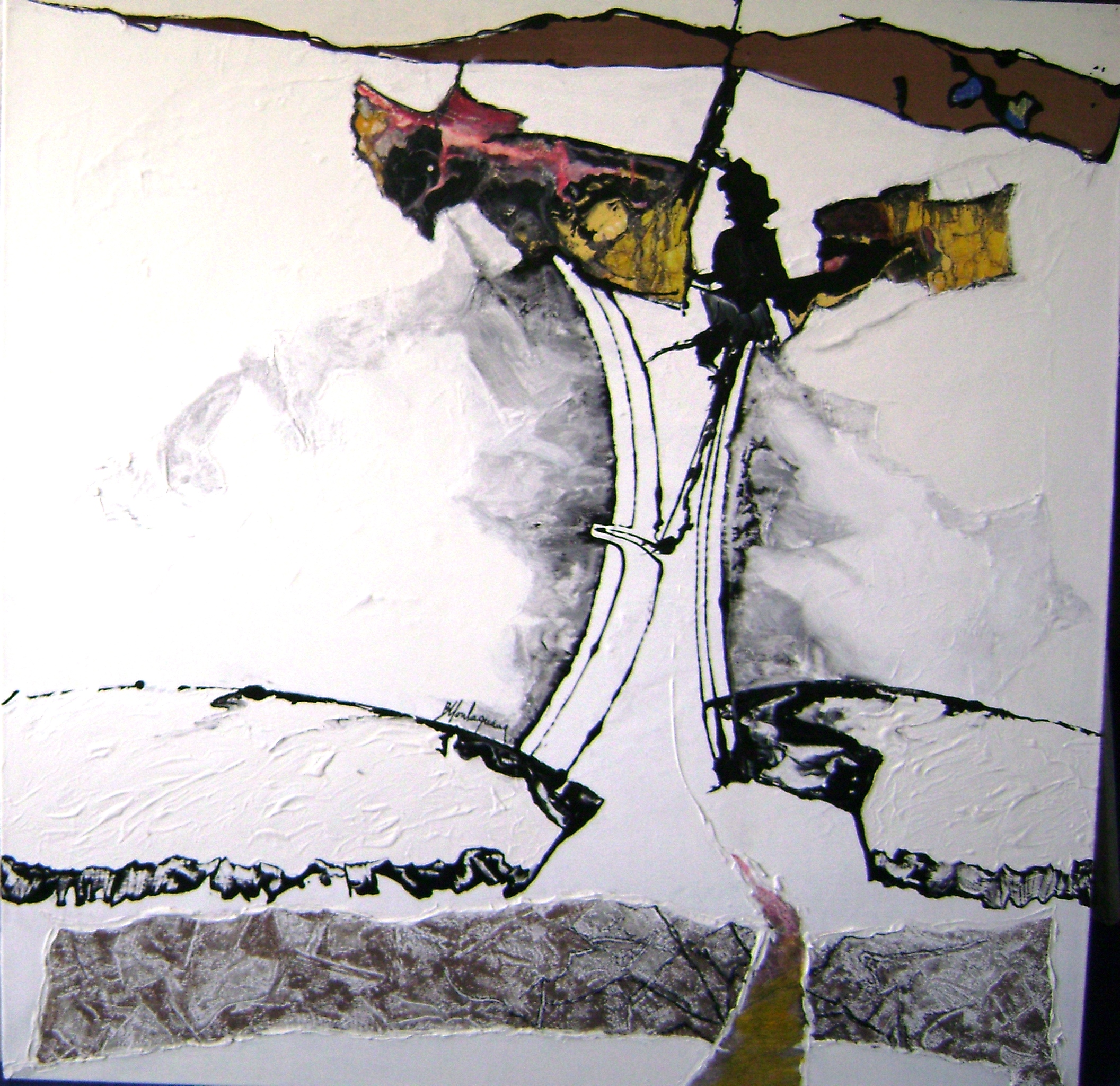
Hissons-nous au-dessus de tout ça

## Expositions majeures

### Expositions personnelles
- 1974 — Théâtre de la Cité Universitaire à Paris
- 1973-1974 —  Galerie d'art du Raincy (Seine-Saint-Denis)
- 1975 —  Galerie municipale de Tavarnelle Val di Pesa (Italie)
- 1975 — Galerie Gucci à Florence (Italie)
- 1976 — Château de Bully près de Lyon (Rhône)
- 1977-1980 — Galerie Gercif-Boileau à Paris 16e (Paris)
- 1980-1981 — Galerie Dulion, Place des Vosges à Paris
- 1980 — Musée de Brive (Corrèze)
- 1980 — Galerie Ariel Schomsky à New York (U.S.A.)
- 1981 — Eurobau à Bonn (Allemagne)
- 1981 — Galerie Wagner à Stuttgart (Allemagne)
- 1982 — Galerie du port à Honfleur (Calvados)
- 1982 — Musée d'art contemporain à Adelaide (Australie)
- 1982 — Galerie d'art du Raincy (Seine-Saint-Denis)
- 1982-1990 — 8 ans d'interruption pour peintures murales et autres travaux.
- 1990 — Château de la Forêt à Livry-Gargan (Seine-Saint-Denis)
- 1991 — Conservatoire municipal Gossec à Gagny (Seine-Saint-Denis)
- 1992 — Bibliothèque de Neuilly Plaisance (Seine-Saint-Denis) Exposition de commande
- 1993 — Expositions à Riyad (Arabie Saoudite) et à Abou Dabi (eau).
- 1994 — Château de la Forêt à Livry-Gargan (Seine-Saint-Denis)
- 1994 — Musée archéologique de Châtillon-sur-Seine (Côte-d'Or)
- 1995 — Institut National d'Administration Publique organisée au bénéfice de la lutte contre le sida a Paris 5"' (Paris).
- 1995-1996 — Galerie 157 à Villemomble (Seine-Saint-Denis)
- 1998 — Banque C.I.C. de Paris à l'Agence du Raincy (Seine-Saint-Denis)
- 1999 — Dernière exposition du XXe siècle au château de la Forêt à Livry-Gargan (Seine-Saint-Denis)
- 2000 — Château de la Forêt à Livry-Gargan (Seine-Saint-Denis)
- 2001 — Galerie Phidias à la Baule (Loire-Atlantique)
- 2002 — Galerie maig-davaud (Paris)
- 2003 — Galerie le champ des possibles (Noirmoutier)
- 2004 — Galerie Phidias à La Baule (Loire-Atlantique)
- 2005 — Galerie Phidias à La Baule (Loire-Atlantique)
- 2006 — Galerie éclats d'art à Nîmes (Gard) ; galerie Argenson à Paris 8e ; galerie Phidias a la Baule (Loire-Atlantique)
- 2007 — Galerie Argenson à Paris 8e galerie Phidias à La Baule (Loire-Atlantique)

galerie Doublet a Avranches (Manche) galerie Nirvana ; Miami (Floride – États-Unis) galerie Eclats d'art à Nîmes (Gard)
- 2008 — Galeries : Eclats d’arts à Nîmes, Everarts à Paris 8e, Phidias à La Baule, Du Plateau à Pau, Nirvana – Miami – Floride
- 2009 — Château de la Forêt à Livry-Gargan et idem en 2008
- 2010 — Galeries : Facon (Nîmes), Phidias (La Baule), Everarts du Vert-Bois (Paris), Space Art

### Expositions de groupes
- 1973 — 24 Heures du Mans — Le Mans (Sarthe).
- 1974 — Exposition d'art contemporain — galerie Mancini à Rome (Italie).
- 1975 — Exposition « rêves et réalités » préfecture de seine saint Denis à Bobigny (Seine-Saint-Denis).
- 1976 — Jeunes maitres d'aujourd'hui — pour l’inauguration du château de la foret à livry Gargan (Seine-Saint-Denis). Salon d'automne (Paris).
- 1977 — New York Coliseum, bilan de l'art contemporain (U.S.A.).
- 1978 — Galerie et palais des princes de Riyad à Abou Dabi (E.A.U.).
- 1979 — Exposition eurobau, art contemporain à Bonn (Allemagne).
- 1980 — Exposition sur le sport olympique à Lausanne (Suisse).
- 1981 — Exposition sur le sport olympique à Zurich (Suisse).
- 1982 — Musée d'Adélaïde (Australie).
- 1982 - 1990 — 8 ans d'interruption pour peintures murales et autres travaux.
- 1990 — Musée Suzuki à Tokyo (Japon).
- 1991 — Maitres d'aujourd'hui à Bruxelles (Belgique).
- 1992 — Symbolisme et surréalisme, galerie de Monte-Carlo (principauté de Monaco).
- 1993 — Musée d'art moderne d’Osaka (Japon).
- 1994 — Sélection d'artistes abstraits, palais des congrès de Nice (Alpes-Maritimes).
- 1995 — Exposition avec le groupe imagine à l’I.I.A.P.
- 1995 — Exposition à Chelles (Seine-et-Marne) avec CASSARD sponsorisée par EDF Ile-de-France.
- 1996 — Exposition des artistes Français espace Eiffel quai Branly Paris, Ozoir la ferrière, Roissy en brie - arts contemporains à Chelles (Seine-et-Marne), Fontenay sous bois (Val-de-Marne), les Pavillons sous bois (Seine-Saint-Denis).
- 1997 — Mêmes salons avec médailles d'or pour les deux dernières villes.
- 1998 — Mêmes salons.
- 1999 — Mêmes salons — invité d’honneur à Roissy en brie (Seine-et-Marne), foires d'art contemporain à : Meulan, bords de seine (Yvelines) - Paris, quai de Jemmapes (Paris).
- 2000 — Galerie Phidias, 10 bd Hennecard, front de mer, la Baule (Loire-Atlantique) galerie du port ; quai du port Noirmoutier (Vendée) galerie du port, rue du château, Noirmoutier (Vendée)
- 2001 — Galerie Phidias et Maig Davaud, 41, rue de seine, paris 6e (Paris).
- 2002 — Galerie Phidias, Maig Davaud et broglin, les arcades, Colmar (Haut-Rhin).
- 2003 — Galerie Phidias, Maig Davaud, Broglin, le champ des possibles (Noirmoutier.).
- 2004 — Galerie Phidias, Maig Davaud, Broglin, le champ des possibles.
- 2005 — Galerie Phidias, exposition de groupe salon d'automne, parc floral de paris (bois de Vincennes).
- 2006 — Galerie Phidias - d’Argenson, éclats d'art à Nîmes (Gard), salon de St Maurice (Val-de-Marne), grand prix de la ville du Raincy (Seine-Saint-Denis) ; Bergame (Italie) ; Colombes (Hauts-de-Seine) ; Yerres (Essonne) ; salon d'automne palais des congrès à Paris.
- 2007 — salons de Bry sur marne (Val-de-Marne) ; Courtry (Seine-et-Marne) ; St Maurice (Essonne) ; Gagny (Seine-Saint-Denis) ;
- Le Raincy (Seine-Saint-Denis) salon d'art contemporain de Chamelière (Puy-de-Dôme) (sélection du salon d'automne).
- Unesco Madrid et Sarria (Espagne) galerie espace des arts ; Brighton (Angleterre)
- 2008 — Salons de Toulouse (Parc des expositions), d'automne (Paris), de l'UNESCO, de Madrid et Sarria, de Vincennes (Mairie), du Raincy (Centre culturel) et aux galeries de Plateau (Pau) Art's space (Brighton - Angleterre).
- 2009 — Biennale internationale de Karlsruhe (Allemagne), Salons d'automne (Paris) et Miami changement de galerie en cours.
- 2010 — Galerie : Art tendance (Kehl - Allemagne), Ackent (Bruxelles - Belgique), Art Off et Art (Bruxelles - Belgique), Evauxois Art Contemporain (Bourgogne), Art Fair (France Russie - Cannes) Invité d'honneur.

## Récompenses
- Médaille d’Or des villes de Florence, Rome et de Tavernel – VdP (Italie), de Bonn (Allemagne).
- Médaille d’Argent d’Osaka (Japon), du Grand Prix Léonard de Vinci (Paris).
- Médaille d’Honneur de Montfermeil, de Livry Gargan et du Salon Arga (Gagny).
- Médaille de Bronze de Saint-Paul-de-Vence, Marseille, Toulon et Menton (France).
- Médaille des villes de Pavillons sous Bois, Le Raincy (Seine-Saint-Denis), Fontenay sous Bois (Val-de-Marne), Roissy en *Brie (Seine-et-Marne)
- Paris Xe Prix Louis Seurat (Paris)
- Prix Saint Maurice (Val-de-Marne)
- Prix d'Argenson (Alpes-Maritimes)
- Paris –33 fois invité d'honneur – France – Italie – États-Unis – Japon
- Médaille de bronze de Vincennes (Val-de-Marne)
- Achat par l'État, la Préfecture de Seine Saint Denis, les Musées de Brive, Châtillon sur Seine, et quatorze peintures murales du 1 % culturel.
- 45 peintures murales pour les sociétés : Bull – Ibis – Lapeyre – Parc Astérix – Style et Rustique – Grands Moulins de Paris et de Strasbourg – European Food – Société des TGV (TSO) et de plus petites sociétés.

## Citations
« J'ai eu grand plaisir à découvrir l'œuvre de Montagnana : c'est un créateur, son art est fait de recherches poétiques et techniques. Tout ceci empreint de sincéritié. J'ai pu apprécier ce grand artiste à l'occasion d'un travail réalisé ensemble pour l'émission Voir et comprendre... le surréalisme, sur TF1. »

— J.M. Hugues[réf. nécessaire]

« Sa peinture est extérieure et ne se réclame d'aucune école - la diversité des sources et des formes en atteste - foin de l'étiquette, de la tradition comme de la contestation - il est lui - il crie son espérance - refuse la passivité en étant agressif si nécessaire. »

— Roger Cayrol[réf. nécessaire]

« Montagnana, avec une palette éblouissante, retrouve les intentions des grands surréalistes. Il sait, comme eux, troubler par le sang, la tourmente et l'inattendu, faire tonner l'absurde et poser des cris glaçés sur un fond de vertige. Mais il y ajoute une pâte triomphante, optimiste malgré tout, et le chant profond d'une palette sans retenue ni complexes. »

— Le Progrès de Lyon[réf. nécessaire]

« Il me semble que Montagnana est le peintre qui représente le mieux, les mutations physiques et métaphysiques de l'homme présent jusqu'à ses origines. »

— C. Moser, archéologue et conservateur du Musée de Brive[réf. nécessaire]

« Montagnana, un des nouveaux grands de la peinture métaphysique du XXe siècle. »

— Art-News papers[réf. nécessaire]

« Montagnana ne peint comme personne, son immense talent, c'est d'être lui-même. »

— J.J. Caltwel[réf. nécessaire]